# Geoffrey Grey

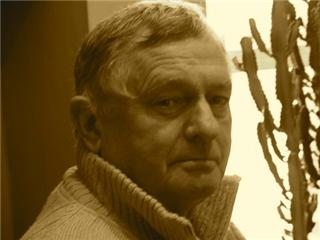
Geoffrey Grey

Geoffrey Grey (Gipsy Hill, 26 september 1934) is een Brits componist en violist.

## Composities
- 1956 The Tinderbox, for Narrator, Violin & Piano

- 1958 Sonata in C (Piano)

- 1958 The Pied Piper of Hamelin (Opera for Children)

- 1959 A Christmas Cantata, (Boys/Girls Voicestring Orchestra)

- 1961 Sonata No.1 for Violin & Piano

- 1962 Six Cavalier Songs (High Voice & Piano)

- 1963 Capriccio for String Orchestra

- 1964 Sarabande (Ballet for Sadlers Wells Opera Ballet)

- 1964 Patterns (Ballet for Sadlers Wsells Opera Ballet)

- 10. 1964 Cock Robin, Betty Botter, Lullaby for Voices (Childrens' pieces)

- 1967 Dance-Game (Full Orch.)

- 1967 Serenade for Double w/w quintet

- 1967 String Quartet No.1

- 1968 Sonata for Brass (3Tr. 3 Tbn)

- 1968 Aria for Flute(Oboe) & Piano

- 1969 Inconsequenza (for Percussion quartet)

- 1969 Flowers of the Night (Violin & Piano)

- 1969 Quintet for Woodwind

- 1969 Notturno (String quartet)

- 1969 Autumn '69 (The Prisoner) for 4 instrumental ensembles

- 1969 John Gilpin (Solo SATB & w/w quintet)

- 1970 Divertimento Pastorale (Brass quintet)

- 1970 The Autumn People (Chamber Orchestra

- 1970 Sarabande for Dead Lovers (Suite from the ballet "Sarabande") (Full Orchestra)

- 1971 A Mirror for Cassandra (Piano, Vln, Oboe, Hrn, 'Cello)

- 1971 12 Labours of Hercules (Narrators & Full Orchestra) (Comm.NCO)

- 1972 Songs for Instruments (Septet)

- 1972 Saxophone Quartet

- 1972 Concerto Grosso No.1 for String Orchestra

- 1972 Ceres (Ballet by Anthony Tudor)

- 1973 Summons to an Execution , Dirge, Celia (Voice & Piano) (Voice and String Orchestra

- 1974 A Dream of Dying (Soprano & Ensemble)

- 1975 March Militaire No.1 for Brass & Percussion

- 1975 Three Pieces for Two Pianos

- 1975 Concertante for 2 Solo Violins & Chamber Orchestra

- 1975 Tryptych (Large Orchestra)

- 1976 Sonata for 'Cello & Piano

- 1977 Dreams of a Summer Afternoon (Violin, Horn & Piano)

- 1978 Song from "Death's Jest Book" (Soprano & Piano)

- 1980 Variations for Orchestra

- 1981 12 Studies for Piano.(Book 1)

- 1981 Suite for Strings

- 1983 Sonata for Clarinet & Piano

- 1984 Contretemps (for w/w quartet) (comm.Nove Music) (first radio performance : Ensemble Ad Libitum)

- 1984 Three Songs for Soprano, Clarinet & Piano

- 1985 A Morning Raga (Double Bass & Piano)

- 1987 Sonata for Viola & Piano

- 1988 Sonata in Four Movements (Violin & Piano)

- 1988 Partita for Trumpet & Piano,

- 1988 Concerto Grosso No2. (Solo Violin & String Orchestra) (Comm.Blackheath Strings)

- 1989 10 Easy Pieces (Piano, Vln, Hrn, Oboe)

- 1996 A Bit of Singing & Dancing (Full Orch) (Comm.Dartford S/O)

- 1996 Quintet,("The Pike"), for Pno,Vln,Vla,Vlclo,DB (Hermes Ensemble, Rosslyn Hill)

- 1997 Sherzo Strepitoso (Full Orchestra)

- 1997 4 Bagatelles for 2 Flutes

- 1998 Cantar de la Siguiriya Gitana (Tenor & Piano Trio) (Comm.Jose Guerrero)

- 1999 Flowers of the Night (Arr. For Flute & Piano)

- 1999 Preamble & 5 Variations for Bassoon & Piano(Comm.John Orford)

- 2000 Partita for Trumpet & Pno. Arr.for Tr./Strings

- 2001 De Vinetas Flamencos (Tenor & Piano) (Comm. Jose Guerrero)

- 2002 Tango alla Sonata for Cor Anglais & Piano

- 2002 Threnody, Capriccio & Anthem (Oboe choir)

- 2003 The weather in the East (Flute, Clar, Bassoon & Piano) (dedicated to Ensemble Ad Libitum)

- 2004 A Scene from Old Russia (Piano Trio)

- 2004 The Man in the Moon (a capella SATB)

- 2004 Shine, Candle, Shine (a capella SATB)

- 2005 The Screech-Owl(Bestiary) for piano solo.

- 2005 The Disaster (Theatre piece for multiple ensembles)

- 2005 Aubade for Oboe & Piano(Comm. Domimique Enon)

- 2006 Concertino de Printemps for Piano & Orchestra.

- 2007 Trio Concertante for Piano, Oboe & Bassoon(Comm. John Orford)

## Arrangement
- The Seasons, (Tsjaikovski) for String Quartet

- Selection of works by Grieg for String Quartet

- Tartini Solo Sonatas for Violin & Harp

- Victorian Salon Pieces for Piano Trio

- Irish Suite for String Quartet

- Francesa da Rimini (Tsjaikovski) for 16-piece orchestra

- Sicilian Vespers Ballet Music (Verdi) for 16-piece orchestra